# Acacia latzii
Acacia latzii é uma espécie de leguminosa do gênero Acacia, pertencente à família Fabaceae.